# Duisenberg School of Finance
Duisenberg School of Finance, kortweg DSF, is een voormalige universiteit in Amsterdam gespecialiseerd in de financiering, regulatie, recht en onderdeel van het Tilburg Universiteit, Vrije Universiteit en Universiteit van Amsterdam.
De instelling werd regelmatig genoemd als een topuniversiteit die internationaal in ranglijsten vaak hoog aangeschreven staat. Toegang tot de DSF is zeer selectief. Voor de populairste opleidingen gold in 2009 een toelatingspercentage van ongeveer 7%. De oprichters van het initiatief waren Nout Wellink en minister van Economische Zaken, Maria van der Hoeven. De naam, Duisenberg School of Finance, werd gekozen door de oprichters na Wim Duisenberg, de eerste president van de Europese Centrale Bank.
De Duisenberg School of Finance werd op 1 september 2015 opgeheven omdat het te weinig studenten aantrok. Hierdoor kon het niet zelfstandig voortbestaan en werd het als Duisenberg Honours Programme opgenomen door de Universiteit van Amsterdam en de Vrije Universiteit.